# 奥村飛鳥
奥村 飛鳥（おくむら あすか、1980年7月11日 - ）は日本の女優、プロデューサー、演出家。東京都出身。旧芸名は鈴木 明日香。

## 来歴・人物
1994年、ミュージカル「Wind in the Willows」（ホリプロ・青山劇場）でデビュー。epic Sonyでライブ・雑誌等を中心に活動していたが、その後女優を目指して高校在学時に北区つかこうへい劇団に入所（6期生）、大学入学後の2003年には俳優の仲代達矢主宰の無名塾に入塾した（26期生）。2009年には蜷川幸雄主催のさいたまネクスト・シアターの第1期メンバーにも選ばれる。つかこうへい、仲代達矢、蜷川幸雄といういずれも日本演劇界の重鎮が育てた女優である。
無名塾卒業後、鈴木明日香としては2006年のフジテレビのバラエティー『好TV』が初仕事。ドラマデビューは東海テレビ昼ドラマ『麗わしき鬼』の萌子役。2008年に渡韓、2011年には渡米し、ショートムービー・ミュージックビデオに出演した。2012年、ニューヨーク在住中に舞台制作チーム・笛井事務所を立ち上げ、2013年に安部公房作「友達」をプロデュースする。2014年に構成・プロデュース・演出を務めた星新一原作の「New Planet One」は朗読劇ではない星新一初の演劇作品。
2015年5月、NPO法人Hon Joyを立ち上げ、理事長を務めている。Hon Joyは、日本文学（Hon）を楽しむ（Joy）をモットーに活動する特定非営利活動法人である。

### 学歴
- 日出女子学園中学校・高等学校（現目黒日本大学中学校・高等学校）卒
- 法政大学法学部政治学科卒
- ニューヨーク市立大学ハンター校付属IELI修了

## 出演作品

### 映画
- 秋桜（1997年、エースピクチャーズ）
- FLOAT　主演（2004年、アップリンク）
- あなたを忘れない（2007年、ソニーピクチャーズ）
- Jukai（2013年）

### テレビ
- 富豪刑事デラックス（2006年、テレビ朝日）
- 好TV（2006年、フジテレビ）
- 麗わしき鬼（2007年、東海テレビ）
- 怪談新耳袋スペシャル「黒い男たち」　（2007年、BS-i）
- さくら署の女たち（2007年、テレビ朝日）
- ジャンクション39~男たち、恋に迷走中！(2015年 NHK)

### CM
- 美和ロック　ウェブCM
- 東北福祉大学
- アートネイチャー

### 舞台
- 僕らが愛した若大将（1998年 北区つかこうへい劇団）
- 私が愛したスーパーマン（1998年 北区つかこうへい劇団）
- ロマンス（1999年 北区つかこうへい劇団）
- 地雷を踏んだらサヨウナラ（2000年・2001年）
- 森は生きている（2003年無名塾）
- 真田風雲録（2009年　彩の国さいたま芸術劇場 さいたまネクスト・シアター　演出 蜷川幸雄）
- 愛と不安の夏（2010年　俳優座劇場）
- 友達（2013年 明石スタジオ）
- 棒になった男 (2013年  明石スタジオ)
- 友達  (2014年 明石スタジオ)
- New Planet One  (2014年  明石スタジオ)
- 愛の眼鏡は色ガラス（座・高円寺2、2016年4月13日 - 15日）
- 怪談（武蔵野芸能劇場、2016年9月16日 - 20日）

### プロデュース
- New Planet One (2014年  明石スタジオ)
- 友達 (2014年 明石スタジオ)
- Love Collection (2014年 キッドアイラックアートホール)
- 棒になった男(2013年 明石スタジオ)
- 友達（2013年 明石スタジオ）
- 愛の眼鏡は色ガラス（座・高円寺2、2016年4月13日 - 15日）
- 怪談（武蔵野芸能劇場、2016年9月16日 - 20日）